# Frédéric Blanchy
Gaston Frédéric Blanchy (* 1. Juli 1868 in Bordeaux; † 1. Oktober 1944 ebenda) war ein französischer Segler.

## Erfolge

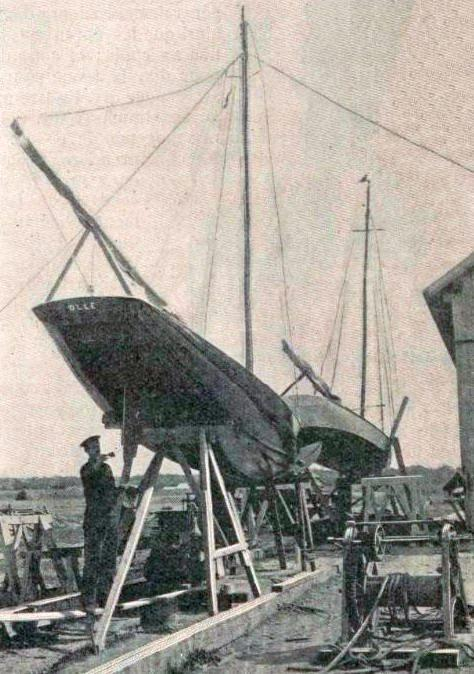
Yacht Ollé auf der Slipanlage, Goldmedaille Olympische Spiele 1900 in Paris

Frédéric Blanchy, der für den Cercle de la Voile d’Arcachon segelte, nahm an den Olympischen Spielen 1900 in Paris teil, wo er in drei Wettbewerben antrat, der offenen Klasse und der 2 bis 3 Tonnen-Klasse. Dabei war er bei allen Starts Crewmitglied der Yacht Ollé, deren Skipper der Brite William Exshaw war und das von Léon Susse angeführte Boot Favorite auf den zweiten Platz verwies. Da Blanchy ebenso wie das zweite Crewmitglied Jacques Le Lavasseur Franzose war, wurde die Bootscrew vom IOC als gemischte Mannschaft geführt. Die Wettfahrten fanden in Meulan-en-Yvelines auf der Seine statt.

Yacht 2-3 Tonnen-Klasse, Olympische Spiele 1900

In der Regatta der offenen Klasse waren alle Boote mit Ausnahme der größten Klasse verpflichtet, an dieser Wettfahrt teilzunehmen. Es wurde zeitversetzt gestartet, beginnend mit der kleinsten Klasse. Die größte Klasse startete 19:37 Minuten später als Letzte. Es wurde zunächst stromaufwärts gesegelt. Eine Flaute zwang den Großteil aller Boote zur Aufgabe. Nur 6 Booten gelang es, eine Boje zu umrunden und stromabwärts ins Ziel zu „treiben“. Gewertet wurde nach Einlauf der Boote. Mit der Yacht Ollé kam er nicht ins Ziel.
In der Bootsklasse 2 bis 3 Tonnen waren in beiden Wettfahrten nur 4 Boote am Start. Es wurden eine lange und zwei kurze Bahnen (Runden) mit einer Länge von insgesamt 19 Kilometern gesegelt. Gewichtsunterschiede in den Booten wurden durch Zeitzuschläge ausgeglichen. Die französische Favorite segelte zwar die schnellste Zeit, wurde mit einem Zeitzuschlag von 4:05 min jedoch auf Platz zwei gesetzt. Bei der zweiten Wettfahrt erreichte die Ollé
den ersten Platz ohne Auswirkung des Zeitzuschlages. Für jede Wettfahrt erhielt er eine Goldmedaille.